# FlorCaveira
A FlorCaveira é uma marca, mais conhecida pelo seu trabalho enquanto editora discográfica independente portuguesa fundada em 1999 e com edições discográficas frequentes a partir de 2002. O seu fundador foi o também músico Tiago Guillul.
A FlorCaveira é responsável pela descoberta de bandas como Os Pontos Negros ou Diabo na Cruz, e dos músicos Samuel Úria, João Coração e B Fachada, Manuel Fúria entre outros.
Distingue-se como uma das primeiras editoras independentes a privilegiar o uso exclusivo da língua portuguesa, as gravações caseiras e a distribuição de discos em CD-R. Encabeça por isso, no final da primeira década do século XXI, a ideia de uma nova vaga da música portuguesa.
Desde 2009 mantém paralelamente uma parceria institucional com a Valentim de Carvalho. A FlorCaveira continua, contudo, o seu trajecto independente, editando anualmente bastantes discos fora do circuito comercial tradicional.
Em abril de 2011, a Revista Blitz anunciou o fim da editora, no que foi desmentida pelos membros da FlorCaveira e pelos 4 discos editados após a notícia.

## Edições discográficas[1]
- 2002 - Tiago Guillul - Fados para o Apocalipse Contra a Babilónia (FC001);
- 2003 - Guel, Guillul & O Comboio Fantasma - Guel, Guillul & O Comboio Fantasma (FC002);
- 2003 - Tiago Guillul - Mais Dez Fados Religiosos (FC003);
- 2003 - Borboletas Borbulhas - O Outono melancólico das Borboletas Borbulhas (FC004);
- 2003 - Samuel Úria - O caminho ferroviário estreito (FC005);
- 2004 - Tiago Guillul - Tiago Guillul quer ser o leproso que agradece (FC006):
- 2005 - Samuel Úria & As Velhas Glórias - Samuel Úria & As Velhas Glórias (FC007);
- 2005 - Ninivitas A sessão de Água de Madeiros (FC008);
- 2005 - Os Pontos Negros - Os Pontos Negros (FC009);
- 2006 - Compilação Cinco subsídios Para o Panque-Roque do Senhor (FC010);
- 2007 - Compilação A FlorCaveira em Frequência Modulada (FC011);
- 2007 - Os Pontos Negros - Os Pontos Negros (EP) (FC012);
- 2007 / 2008 - Tiago Guillul - IV (FC013);
- 2008 - Manuel Fúria - As aventuras do Homem-Arranha (FC014);
- 2008 - João Coração - Nº1 - Sessão de Cezimbra (FC015); [2]
- 2008 - B Fachada - Viola Braguesa (FC016);
- 2008 - Samuel Úria - Samuel Úria em bruto (FC017);
- 2008 - Compilação A Florcaveira apresenta o Advento (FC018); [3]
- 2009 - B Fachada - Um fim-de-semana no Pónei Dourado (FC019); [4]
- 2009 - Lipe - Lipe (FC020);
- 2009 - Guel, Guillul & o Comboio Fantasma - Variações & Lutero;
- 2009 - João Coração - Muda que Muda (FC021); [5]
- 2009 - Split Tiago Lacrau/Te Voy a Matar (FC022);
- 2009 - Jónatas Pires - Vestido Preto (FC023);
- 2009 - Diabo na Cruz - Dona Ligeirinha EP (FC024);
- 2010 - Diabo na Cruz - Virou! (FC025); [6]
- 2010 - Samuel Úria - Nem lhe Tocava; (FC026)[7]
- 2010 - O Antes e o Depois dos Gratos Leprosos (FC027);
- 2010 - Tiago Guillul - O Aquecimento do Lendário Homem-Pinguim;
- 2010 - Tiago Guillul - V (FC028);
- 2010 - Samuel Úria -  A Descondecoração (FC029);
- 2010 - Guel e Lipe - Guel e Lipe (FC030);
- 2011 - Clara Freitas - Pedaços Soltos (FC031);
- 2011 - Vários - Edição comemorativa dos 20 anos de Ruptura Explosiva (FC032);
- 2011 - Os Lacraus - Os Lacraus Encaram o Lobo (FC033);
- 2011 - Jónatas Pires - Tudo É Vaidade (FC034);
- 2012 - Bruno Morgado - As Oportunidades Perdidas (FC036)
- 2012 - Alex D'Alva Teixeira - Não É Um Projecto (FC037)
- 2013 - Samuel Úria - O Grande Medo do Pequeno Mundo (FC038)
- 2012 - Tiago Guillul - Amamos Duvall (FC039)
- 2013 - Bruno Morgado - Introdução a Bruno Morgado (FC040)
- 2013 - Miriam Macaia e Tiago Martins - Enxoval (FC041)
- 2013 - Tudo É Vaidade - Há Lugar (FC042)
- 2013 - Xungaria No Céu - Xungaria No Céu (FC043)
- 2013 - O Rapaz do Sul do Céu Celebra C.S. Lewis (FC044)
- 2014 - Manel Ferreira - Pela Surra (FC045)
- 2014 - Xungaria No Céu - Dropa a Beat (FC046)
- 2015 - Tiago Guillul - Sou Imortal Até Que Deus Me Diga Regressa (FC047)
- 2016 - Bruno Morgado - O Grande Phinal de Bruno Morgado (FC048)
- 2016 - C de Croché - Thug Life (FC049)
- 2016 - Tiago Guillul - Bairro Janeiro (FC050)
- 2016 - Samuel Úria - Carga de Ombro (FC051)
- 2016 - Manel Ferreira - Santa Monotonia (FC052)
- 2016 - Os Velhos - Os Velhos (FC053)
- 2017 - Filipe da Graça - Pequeno-Almoço Inglês (FC054)
- 2017 - Tiago Cavaco - Arame Farpado no Paraíso (FC055)
- 2017 - Os Lacraus - O Velho Arsenal dos Lacraus (FC056)
- 2018 - Tiago Cavaco - Milagres No Coração (FC057)
- 2018 - Manel Ferreira - Pó (FC058)
- 2018 - Tiago Guillul - IV - 2008/2018 (FC059)
- 2018 - Samuel Úria - Marcha Atroz (FC060)
- 2019 - José Camilo - Subterrâneo (FC061)
- 2020 - Samuel Úria - Canções do Pós-Guerra (FC062)
- 2020 - Os Punhais - Fazer Ronrom (FC063)
- 2021 - Samuel Úria - Canções do Pós-Guerra (Edição Especial) (FC064)
- 2020 - Te Voy A Matar - Texto Áureo (FC065)
- 2020 - deepslip - warm-up, vol. 00 (FC066)
- 2021 - VB - Vincent Bengelsdorff (FC067)